# Championnat de Turquie de football de deuxième division 2010-2011
Navigation
Bank Asya 1. Lig 2009-2010 Bank Asya 1. Lig 2011-2012
Le championnat de Turquie de football D2 2010-2011 est un championnat qui a opposé des équipes de football de deuxième division turque en 2010-2011. Le championnat a opposé dix-sept clubs en une série de rencontres jouées durant la saison de football.
Les deux premières places de ce championnat permettent d'accéder directement en Süper Lig la saison suivante. Les quatre équipes suivantes sont qualifiées pour les barrages de promotion, qui déterminent la troisième équipe promue.

## Classement
Mise à jour : 20 mai 2011  
| Rang | Equipe               | J  | V  | N  | D  | BP | BC | Diff | Pts |
| ---- | -------------------- | -- | -- | -- | -- | -- | -- | ---- | --- |
| 1    | Mersin Idmanyurdu SK | 32 | 17 | 7  | 8  | 39 | 29 | +10  | 58  |
| 2    | Samsunspor           | 32 | 16 | 10 | 6  | 45 | 20 | +25  | 58  |
| 3    | Gaziantep BB         | 32 | 16 | 9  | 7  | 43 | 26 | +17  | 57  |
| 4    | Rizespor             | 32 | 15 | 9  | 8  | 36 | 24 | +12  | 54  |
| 5    | Orduspor             | 32 | 14 | 12 | 6  | 47 | 29 | +18  | 54  |
| 6    | Tavşanlı Linyit      | 32 | 13 | 12 | 7  | 32 | 28 | +4   | 51  |
| 7    | Boluspor             | 32 | 14 | 7  | 11 | 47 | 31 | +16  | 49  |
| 8    | Kayseri Erciyesspor  | 32 | 11 | 15 | 6  | 40 | 29 | +11  | 48  |
| 9    | Denizlispor          | 32 | 11 | 11 | 10 | 40 | 31 | +19  | 44  |
| 10   | Karşiyaka            | 32 | 10 | 11 | 11 | 26 | 34 | -8   | 41  |
| 11   | Giresunspor          | 32 | 11 | 5  | 16 | 27 | 32 | -5   | 38  |
| 12   | Adanaspor            | 32 | 8  | 13 | 11 | 41 | 42 | -1   | 37  |
| 13   | Kartalspor           | 32 | 7  | 13 | 12 | 21 | 29 | -8   | 34  |
| 14   | Akhisar SK           | 32 | 8  | 9  | 15 | 27 | 39 | -12  | 33  |
| 15   | Güngören             | 32 | 7  | 12 | 13 | 19 | 42 | -23  | 33  |
| 16   | Altay SK             | 32 | 7  | 10 | 15 | 27 | 43 | -16  | 31  |
| 17   | Diyarbakirspor       | 32 | 1  | 7  | 24 | 10 | 59 | -49  | 10  |

En gras : Équipes promues en Championnat de Turquie de football 2011-2012
|  | Promu direct en Championnat de Turquie de football 2010-2011         |
|  | Barrage de promotion en Championnat de Turquie de football 2010-2011 |
|  | Relégation en TFF 2. Lig                                             |

## Barrage de promotion

### Demi-finales 3-6
| 23 mai 2011 | Tavşanlı Linyit | 1-2   | Gaziantep BB            |                                                     |                                                     |
| 15 h        | Abdi Aktaş 65e  | (0-1) | 19e 84e Kenan Aslanoğlu | Stade Dumlupınar (Kütahya) Arbitrage : İsmet Cengiz | Stade Dumlupınar (Kütahya) Arbitrage : İsmet Cengiz |
| 15 h        | (rapport)       |       |                         | Stade Dumlupınar (Kütahya) Arbitrage : İsmet Cengiz | Stade Dumlupınar (Kütahya) Arbitrage : İsmet Cengiz |

| 26 mai 2011 | Gaziantep BB | 0-1   | Tavşanlı Linyit  |                                                        |                                                        |
| 16 h        |              | (0-0) | 72e Mehmet Akyüz | Stade Kamil Ocak (Gaziantep) Arbitrage : Selami Şimşek | Stade Kamil Ocak (Gaziantep) Arbitrage : Selami Şimşek |
| 16 h        | (rapport)    |       |                  | Stade Kamil Ocak (Gaziantep) Arbitrage : Selami Şimşek | Stade Kamil Ocak (Gaziantep) Arbitrage : Selami Şimşek |

### Demi-finales 4-5
| 23 mai 2011 | Orduspor                                                                    | 4-0   | Rizespor |                                                       |                                                       |
| 19 h        | Ahmet Kuru 5e · Müslüm Yelken 17e · İrfan Başaran 35e · Jovan Kostovski 41e | (4-0) |          | Stade du 19 Eylül (Ordu) Arbitrage : Sebahattin Şahin | Stade du 19 Eylül (Ordu) Arbitrage : Sebahattin Şahin |
| 19 h        | (rapport)                                                                   |       |          | Stade du 19 Eylül (Ordu) Arbitrage : Sebahattin Şahin | Stade du 19 Eylül (Ordu) Arbitrage : Sebahattin Şahin |

| 26 mai 2011 | Rizespor                                              | 3-3   | Orduspor                                                |                                                     |                                                     |
| 19 h        | Serkan Atak 64e · İlyas Çakmak 85e · Evren Kürkçü 88e | (0-1) | 38e İrfan Başaran · 60e Ahmet Kuru · 70e Abdullah Çetin | Stade Rize Atatürk (Rize) Arbitrage : Somer Karakaş | Stade Rize Atatürk (Rize) Arbitrage : Somer Karakaş |
| 19 h        | (rapport)                                             |       |                                                         | Stade Rize Atatürk (Rize) Arbitrage : Somer Karakaş | Stade Rize Atatürk (Rize) Arbitrage : Somer Karakaş |

### Finale
| 29 mai 2011 | Gaziantep BB | 0-1   | Orduspor       |                                                          |                                                          |
| 19 h        |              | (0-0) | 88e Ahmet Kuru | Stade Ankara 19 Mayıs (Ankara) Arbitrage : Fırat Aydınus | Stade Ankara 19 Mayıs (Ankara) Arbitrage : Fırat Aydınus |
| 19 h        | (rapport)    |       |                | Stade Ankara 19 Mayıs (Ankara) Arbitrage : Fırat Aydınus | Stade Ankara 19 Mayıs (Ankara) Arbitrage : Fırat Aydınus |

## Sources
- Site officiel de la TFF